# 3 Korpus Lotnictwa Mieszanego
3 Korpus Lotnictwa Mieszanego (3 KLM) – wyższy związek taktyczny lotnictwa Wojska Polskiego.
W maju 1956  przeformowano 3 Korpus Lotnictwa Myśliwskiego na 3 Korpus Lotnictwa Mieszanego.

## Struktura organizacyjna
- Dowództwo Korpusu – Poznań
- 8 Dywizja Lotnictwa Szturmowego w składzie: 4 plsz Bydgoszcz,5 plsz Lubień Kuj.- Bydgoszcz i 48 plsz Przasnysz- Inowrocław
- 9 Dywizja Lotnictwa Myśliwskiego - Malbork w składzie: 29 plm Orneta i 41 plm Malbork
- 11 Dywizja Lotnictwa Myśliwskiego - Świdwin w składzie: 26 plm Zegrze Pom. i 40 plm Świdwin
- 16 Dywizja Lotnictwa Szturmowego - Piła w składzie: 6 plsz Piła, 51 plsz Wrzeszcz-Poznań-Piła i 53 plsz Bednary-Mirosławiec

Na podstawie rozkazu MON Nr 0054 z 6 lipca 1957 roku na bazie 3 Korpusu Lotnictwa Mieszanego przystąpiono do formowania Lotnictwa Operacyjnego.
Dowódcy:
- gen. bryg.pil. Jan Frej-Bielecki 1952-1956
- gen. bryg.pil. Jan Raczkowski 1956-1957